# Joss (Vorname)
Joss ist ein männlicher und weiblicher Vorname.

## Herkunft und Bedeutung
Der Name ist die englische Kurzform von Jocelyn.
Varianten sind unter anderem Jocelyne, Josseline, Joceline, Yoselin und Göta.

## Namensträger

### Weiblich
- Joss Stone (* 1987), britische Soulsängerin und Schauspielerin

### Männlich
- Joss Ackland (1928–2023), britischer Schauspieler
- Joss Advocaat (* 1995), kanadischer Geschwindigkeitsskifahrer
- Joss Christensen (* 1991), US-amerikanischer Freestyle-Skier
- Joß Fritz, auch Joss Fritz (um 1470–um 1525), badischer Bauernführer und Initiator der Bundschuh-Bewegungen
- Joss Whedon (* 1964), US-amerikanischer Drehbuchautor, Produzent, Regisseur und Comic-Autor